# Бялото слънце на пустинята
„Бялото слънце на пустинята“ (на руски: Бе́лое со́лнце пусты́ни) е руски съветски игрален филм (трагикомедия) от 1970 г. на московското студио Мосфилм и Ленфилм.
Представлява съчетание от екшън, комедия, музика, драма. Нареждан е сред класическите истърни, създавани в СССР. Режисиран е от Владимир Мотил, в главните роли са Анатолий Кузнецов, Павел Луспекаев и Спартак Мишулин.
„Ваше благородие“ – главната песен от филма — е написана от барда Булат Окуджава и става голям хит. И до днес космонавтите на Русия гледат „Бялото слънце на пустинята“ за късмет преди излитане.

## Сюжет
Действието се развива на източното крайбрежие на Каспийско море в началото на 20–те години на двадесети век по време на гражданската война и борбата с басмачите. Демобилизиран войник получава нова задача – да охранява харема на опасен бандит в пустинята. Гражданската война е свършила. След дълго отсъствие Фьодор Сухов пътува към дома и към любимата жена в Русия през пясъците на Туркестан, но среща отряд червеноармейци, които преследват бандата на Черния Абдула. Командирът на отряда възлага на Сухов да спаси и опази жените от харема на Абдула, които бандитът е твърдо решен да убие, преди да избяга зад граница. Войникът Сухов поема задачата, но тя се оказва по-трудна, отколкото си е представял. Животът на девет жени зависи от това дали той самият ще оцелее в пустинята. Заобиколен от опасности, единственото, което го крепи, е мисълта, като мираж в червено, за собствената му жена, на която Сухов мислено всеки ден пише писма.
Червеноармееца Сухов търси помощта на бившия царски митничар Верещагин, но той му отказва. Но когато Абдула убива младия боец Петруха, решава да отмъсти на басмачите. Верещагин е един от най-силните образи във филма и се е превърнал в символ на безкомпромисното опазване на границите на Русия.

## Награди
- Награда от Ленинския комсомол на Рустан Ибрахимбеков за сценариите на филмите „Бялото слънце на пустинята“ и „Повест за чекиста“ (1979)
- Държавна награда за целия филмов екип (сценарист, режисьор, композитор, актьори) от Руската федерация (1997)
- Държавна награда на Руската федерация за литература и изкуство (1998)